# Schach-Echo
«Шах-эхо» («Schach-Echo») — немецкий шахматный журнал. Издавался в 1932—1943 в Германии, с 1953 выходил в городе Вайльрод (ФРГ). Основатель и первый издатель — Отто Катцер (1899—1975), с 1975 — его сын Герхард Катцер. Периодичность — 1 номер в 2 недели. Публиковал оперативную информацию о шахматной жизни в мире, статьи по теории дебюта и шахматной композиции.
В 1982 году издание перешло Карлу Раесу и Зигберту Ригеру. С 1988 года единоличным редактором журнала стала Марго Ригер. В 1992 году журнал был поглощён Schach-Magazin 64, принадлежавшим издательству «Шюнеманн» из Бремена.